# Fried Coke

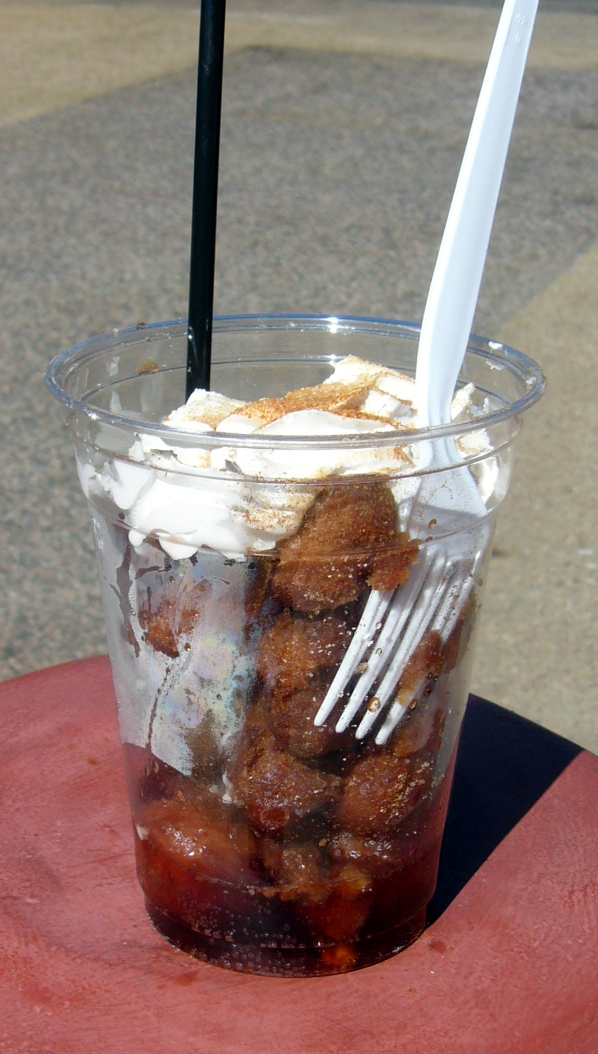
Una porzione di Fried Coke

La Fried Coke (Coca-Cola fritta) è uno snack statunitense creato nel 2006.
Consiste in palle di pastella mischiate con sciroppo di Coca-Cola, le quali vengono poi fritte e ricoperte con altro sciroppo di Coca-Cola, panna montata, cannella e una ciliegina. È stata presentata per la prima volta dal suo inventore, Abel Gonzales Jr., alla Fiera dello stato del Texas dove ha vinto il titolo di "snack più creativo" nella seconda competizione a giuria tra i rivenditori di vivande. Si è rivelato molto popolare in Texas, dove ha venduto 16 000 porzioni nelle prime due settimane, e viene ora utilizzato come snack nelle fiere del Carolina del Nord e Arizona, ma è molto popolare anche in California.
Si stima che la Coca-Cola fritta contenga 830 kcal (pari a 3500 kJ) per porzione.